# Castell d'Almourol
El castell d'Almourol es troba a Vila Nova da Barquinha, Portugal, aixecat en un illot enmig del riu Tejo. S'hi desenvolupen les aventures fictícies de la novel·la de cavalleries Palmeirim de Inglaterra. Els orígens de l'ocupació d'aquest lloc són molt antics i enigmàtics, però la veritat és que el 1129, data de la conquesta d'aquest punt per les tropes portugueses, ja existien les ruïnes d'una fortalesa romana, que tanmateix podrien assentar-se sobre d'altres de fenícies, que rebien el nom d'Almorolan. Entre 1169 i 1171, aprofitant-les, va ser construït el castell per ordre del mestre de l'Orde del Temple Gualdim Pais. Va servir per a controlar el tràfic de mercaderies, utilitzant el riu Tejo com a duana entre nord i sud. En el segle xx, el castell va ser adaptat per ser residència oficial de la República Portuguesa. Com a tal, va ser escenari d'importants esdeveniments de l'Estado Novo. El procés reinventiu, iniciat un segle abans, va ser definitivament consumat per aquesta intervenció dels anys 1940 i 50, culminat per la fascinació que Almourol va provocar al llarg del romanticisme cultural i polític portuguès.